# Jay Chattaway
Jay Chattaway (Monongahela, 8 luglio 1946) è un compositore statunitense.
È celebre per aver composto le colonne sonore di alcune serie televisive come Star Trek (The Next Generation, Deep Space Nine, Voyager ed Enterprise) e del telefilm Masters of Horror.
Chattaway studia musica presso l'Università della Virginia Occidentale, si arruola come volontario nella marina degli Stati Uniti, dove compone la musica per le bande musicali della marina, ma non ottiene alcun successo. Dopo il congedo dalla marina, si trasferisce a New York e successivamente a Los Angeles, dove inizia a comporre le colonne sonore per film e documentari.

## Filmografia parziale
- Maniac, regia di William Lustig (1980)
- Vigilante, regia di William Lustig (1983)
- The Big Score, regia di Gail Morgan Hickman (1983)
- The Rosebud Beach Hotel, regia di Harry Hurwitz (1984)
- Home Free All, regia di Stewart Bird (1984)
- Very Close Quarters, regia di Vladimir Rif (1984)
- Walking the Edge, regia di Norbert Meisel (1985)
- Scelte difficili (Hard Choices), regia di Rick King (1985)
- Missing in Action, regia di Lance Hool (1985)
- Invasion U.S.A., regia di Joseph Zito (1985)
- Unico indizio la luna piena (Silver Bullet), regia di Daniel Attias (1985)
- Braddock: Missing in Action III, regia di Aaron Norris (1988)
- Poliziotto sadico (Maniac Cop), regia di William Lustig (1988)
- Jakarta, regia di Charles Kaufman (1988)
- Red Scorpion - Scorpione rosso (Red Scorpion), regia di Joseph Zito (1989)
- Senza limiti (Relentless), regia di William Lustig (1989)
- Maniac Cop - Il poliziotto maniaco (Maniac Cop 2), regia di William Lustig (1990)
- L'ambulanza (The Ambulance), regia di Larry Cohen (1990)
- Far Out Man, regia di Tommy Chong (1990)
- Bali: Masterpiece of the Gods
- Rich Girl
- Island of the Giant Bears
- 30 Years of National Geographic Specials
- The Sonoran Desert: A Violent Eden
- Avalanche: The White Death